# 鹿港南靖宮
24°03′28″N 120°25′54″E / 24.057654°N 120.431654°E
鹿港南靖宮是位在臺灣彰化縣鹿港鎮的縣定古蹟，公告於2000年7月14日。該廟是鹿港三座人群廟之一，為福建漳州府南靖縣移民恭請關聖帝君於鹿港港墘邊建廟供奉，而另外兩座人群廟則是福建興化府興化移民所建的興安宮與廣東潮州府客家人所建的三山國王廟。

## 沿革
南靖宮建於清乾隆四十八年（1783年），主祀關聖帝君，後來在嘉慶五年（1800年）擴建，道光二十年（1840年）重修。二次大戰後，南靖宮在民國五十八年（1969年）商人曾吉慶出資5萬協助整修後殿，前殿則由高雄三保宮出資約十多萬元整修，相關業務則由歐陽捷擔任代理總務處理。該次整修於民國六十年（1971年）落成，民國六十一年（1972年）舉行入廟儀式。
民國八十九年（2000年）公告為古蹟後，南靖宮於民國九十二年（2003年）再次整修，於隔年7月完工。

## 建築
南靖宮面寬單開間，由三川殿與正殿構成兩進一院的格局。正門門神為鹿港匠師王鍚河之作，兩旁則有朱啟南所撰、陳百川所書的對聯。而在天井的龍邊則有王漢英的書法，虎邊則是王重五的書法。而在正殿上，則懸有歐陽錦華所書「義凜春秋」（1970年）與陳百川所書「義勇凌雲」（1971年）匾額。